# The Devil and Miss Jones
The Devil and Miss Jones is een Amerikaanse filmkomedie uit 1941 onder regie van Sam Wood. Destijds werd de film in Nederland uitgebracht onder de titel Rumoer op de afdeling pantoffels.

## Verhaal
De schatrijke warenhuisdirecteur John P. Merrick is het mikpunt van spot. Om uit te zoeken wie hem belachelijk maakt, gaat hij als schoenverkoper aan de slag in zijn warenhuis. Hij maakt er kennis met juffrouw Jones.

## Rolverdeling
- | Acteur              | Personage   |
| ------------------- | ----------- |
| Jean Arthur         | Mary        |
| Robert Cummings     | Joe         |
| Charles Coburn      | Merrick     |
| Edmund Gwenn        | Hooper      |
| Spring Byington     | Elizabeth   |
| S.Z. Sakall         | George      |
| William Demarest    | Detective   |
| Walter Kingsford    | Allison     |
| Montagu Love        | Harrison    |
| Richard Carle       | Oliver      |
| Charles Waldron     | Needles     |
| Edwin Maxwell       | Withers     |
| Edward McNamara     | Brigadier   |
| Robert Emmett Keane | Tom Higgins |
| Florence Bates      | Klant       |